# Grand Prix automobile de Singapour 2011
Vous lisez un « article de qualité » labellisé en 2012.
GP précédent GP suivant
Le Grand Prix automobile de Singapour 2011 (2011 Formula 1 SingTel Singapore Grand Prix), disputé le 25 septembre 2011 sur le circuit urbain de Singapour, est la quatorzième manche du championnat 2011 et la 853e épreuve du championnat du monde de Formule 1 courue depuis 1950. Il s'agit de la quatrième édition du Grand Prix de Singapour comptant pour le championnat du monde.
Le champion du monde en titre Sebastian Vettel réalise la pole position et mène l'intégralité de la course pour remporter sa neuvième victoire de la saison. Le pilote britannique Jenson Button se classe deuxième et Mark Webber monte sur la troisième marche du podium. Au classement des pilotes, Vettel compte 124 points d'avance sur Button à cinq courses de la fin du championnat et se rapproche encore plus de son deuxième titre consécutif : pour l'empêcher de l'obtenir, Button doit gagner les cinq Grands Prix qui restent et espérer que son rival allemand n'inscrive plus aucun point.
Chez les constructeurs, Red Bull Racing conserve la tête du championnat avec 491 points, loin devant McLaren (353) et Ferrari (268). À l'issue de la course, neuf des douze écuries engagées au championnat ont inscrit au moins un point, Lotus, Virgin et HRT n'en ayant pas encore marqué.

## Contexte avant le Grand Prix

### Rachat des droits de la Formule 1

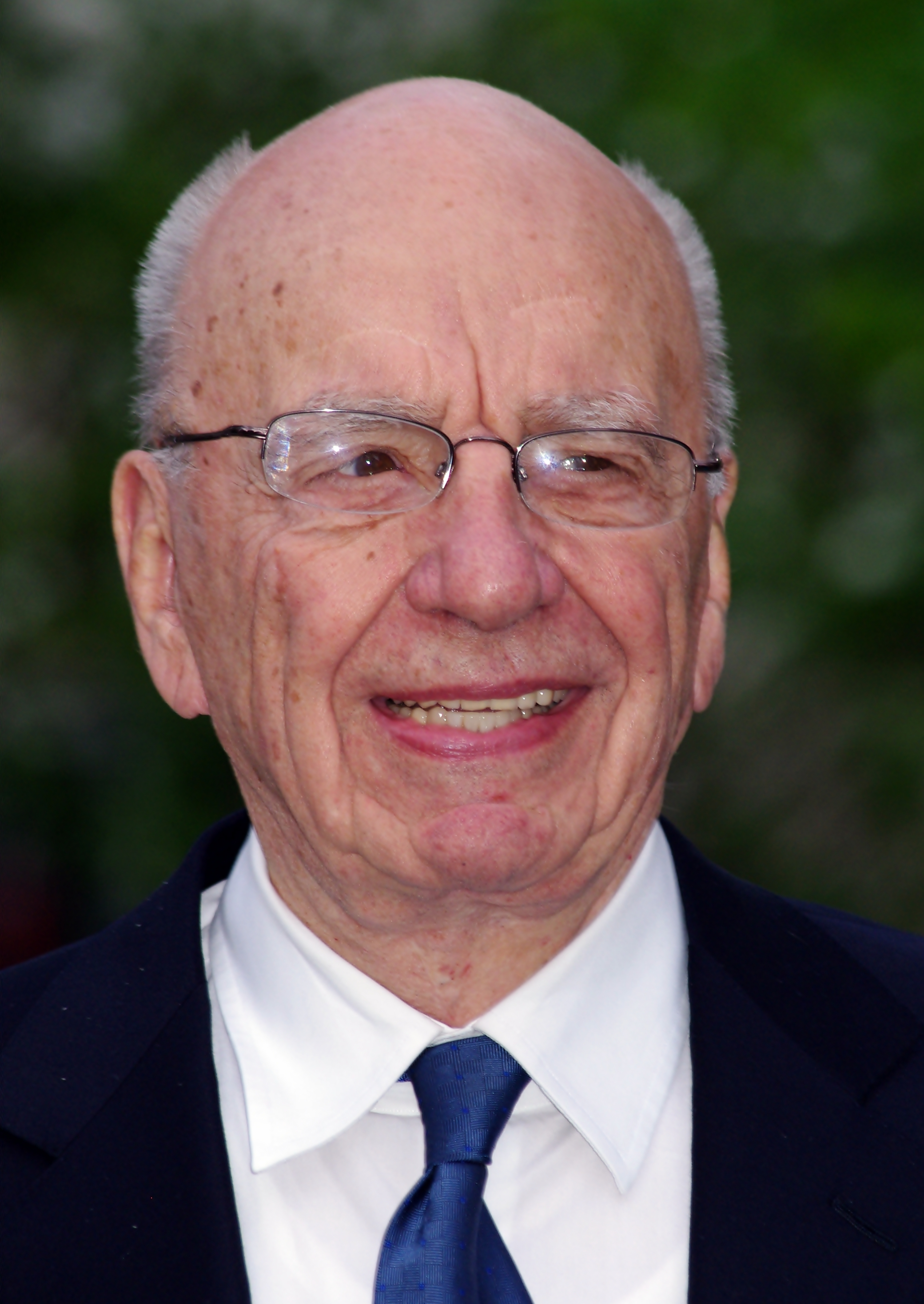
Rupert Murdoch renonce au rachat de la Formule 1.

Bernie Ecclestone pense que Rupert Murdoch et sa société News Corporation ne sont plus intéressés par un rachat de la Formule 1 conjointement avec EXOR, holding luxembourgeoise contrôlée intégralement par la famille Agnelli (à travers les sociétés Giovanni Agnelli & C. S.a.p.az et l'Instituto Finanziario Industriale), fondatrice de Fiat et Ferrari. News Corporation et Exor souhaitaient acquérir les 63,4 % du capital de la Formule 1 détenus par CVC Capital Partners Ltd, à travers sa société Channel Islands basée à Jersey. L'offre porte sur 5 milliards d'euros, ce qui valorise la Formule 1 à hauteur de 8 milliards.
Ecclestone déclare : « Ils ne sont pas revenus vers nous. Je n'ai aucun doute que si quelqu'un se présentait avec une bonne offre, CVC (propriétaire actuel à 100 % de la Formule 1) engagerait des discussions pour vendre. » Ecclestone révèle également que d'autres sociétés ont approché CVC pour acquérir les droits de la Formule 1 : « Je crois qu'il y a eu une ou deux personnes qui se sont présentées avec des offres qu'elles pensaient intéressantes mais ce n'était pas l'avis de CVC. » Enfin, Bernie Ecclestone, qui a lui-même vendu les droits de la Formule 1 à CVC, dément vouloir les racheter : « Il est improbable que je puisse le faire et je ne peux imaginer en prendre le contrôle majoritaire. CVC souhaiterait un prix que je ne suis pas prêt à payer. Ce n'est pas que la F1 ne le vaut pas mais c'est qu'on parle d'énormément d'argent. Ce serait une énorme corde au cou à mon âge. »

### Avenir du Grand Prix de Singapour
Le contrat qui lie Singapour à la Formula One Management, société de Bernie Ecclestone qui gère les droits commerciaux de la Formule 1 arrive à terme fin 2012 et les autorités singapouriennes hésitent à le prolonger bien que le Grand Prix, qui n'en est qu'à sa quatrième édition, soit devenu une des courses les plus prisées du championnat aux côtés des épreuves de Silverstone, Spa, Monza et Monaco.
Teo Ser Luck, ministre de l'industrie singapourien, affirme que : « Les négociations suivent leur cours, le plus important pour nous est de vérifier que cette course atteint nos objectifs et donne de la valeur à Singapour. Nous devons savoir si cette course met Singapour en lumière sur le plan international. Cela a déjà apporté une certaine valeur à notre pays, surtout dans le monde du sport automobile mais nous visons une reconnaissance plus large. Nous allons donc examiner tous les aspects, aussi bien économiques que sociaux ; c'est là-dessus que nous travaillons actuellement. »

### Avenir de McLaren

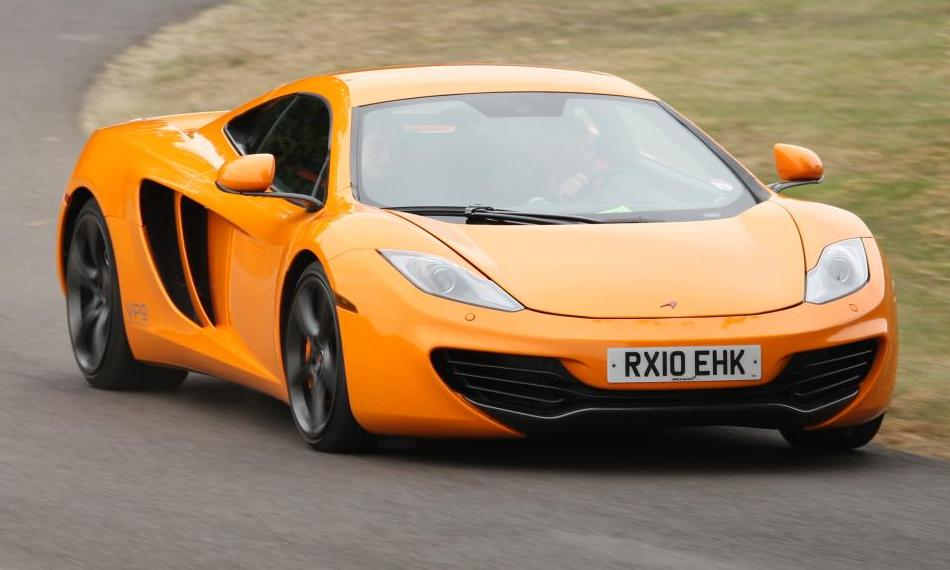
McLaren espère vendre 4000 MP4-12C par an dès les débuts de sa commercialisation.

Lors d'une conférence de presse à Singapour, Ron Dennis déclare souhaiter développer McLaren Group (qui appartient notamment pour 30 % à la Bahrain Mumtalakat Holding Company, pour 15 % à la société TAG de Mansour Ojjeh et pour 15 % à Ron Dennis) en une entreprise d'une valeur de plusieurs milliards de dollars dans les dix prochaines années. Ron Dennis précise que même si l'équipe de Formule 1 McLaren Racing continue à prendre de l'ampleur, elle ne représentera bientôt plus que 10 % de l'entreprise car les autres divisions comme McLaren Automotive, McLaren Electronic Systems, McLaren Marketing et McLaren Applied Technologies, qui a un énorme potentiel selon Dennis, se développent plus rapidement. McLaren Automotive a pour objectif de vendre 4 000 voitures par an à moyen terme dont 43 % des ventes en Amérique du Nord, 35 % en Europe et le reste au Moyen-Orient et en Asie. Ron Dennis parle de « ventes qui se comptent en milliards de dollars. » Enfin, McLaren vient de déposer deux nouveaux permis de construire sur le site de Woking pour développer les activités du groupe.
McLaren confirme vouloir poursuivre son association fructueuse avec Mercedes-Benz plutôt que de changer de partenaire ou de développer ses propres moteurs. Jonathan Neale déclare : « Je ne vais pas discuter des termes de notre contrat mais je peux garantir que notre intention est de rester avec Mercedes-Benz alors que nous abordons la transition vers la nouvelle génération de moteurs. Ils sont notre partenaire moteur, nous aimons travailler avec eux et nous voulons le faire pour de nombreuses années à venir. » McLaren souhaite néanmoins être plus étroitement impliqué dans la division moteurs de Mercedes-Benz pour développer un nouveau moteur V6 aussi performant et compétitif que les V8 actuels considérés comme les plus puissants du plateau. Neale poursuit ainsi : « Notre travail, tout comme le leur, est de nous assurer que Mercedes-Benz ait les meilleurs moteurs du plateau et soit le mieux préparé possible. Il y a une chose que nous-mêmes, Mercedes Grand Prix et Mercedes-Benz HighPerformanceEngines désirons, c'est que Mercedes ait le meilleur moteur en 2014. »

### Vers un retour de Räikkönen en Formule 1
Kimi Räikkönen, champion du monde de Formule 1 en 2007 et actuellement engagé en championnat du monde des rallyes a récemment visité l'usine Williams F1 Team. Rubens Barrichello, pilote Williams, déclare qu'il envisage toujours de rouler pour Williams en 2011 tandis que Räikkönen confirme être intéressé par un retour en Formule 1 : « Je n'ai pas de plans précis pour l'année prochaine. Il y a beaucoup de raisons pour lesquelles j'ai quitté la Formule 1 mais j'ai aussi toujours dit et répété que je ne savais pas si ce serait pour toujours. Je ne fais jamais de plans pour l'année suivante avant janvier. On verra bien ce qui arrivera d'ici là. »,

### Départ de Geoff Willis
Vitantonio Liuzzi révèle à Singapour que Geoff Willis, qui a rejoint en mars 2010 l'écurie HRT en tant que directeur technique, vient de quitter l'équipe espagnole pour Mercedes Grand Prix : « C'est dommage de l'avoir perdu, je travaillais en bonne harmonie avec lui. On ne sait pas encore de quoi l'avenir sera fait mais j'ai toute confiance en Colin Kolles pour voir ce dont l'équipe a besoin pour obtenir une bonne voiture dans le futur. Les gens vont et viennent en Formule 1, c'est la norme. Je suis persuadé que nous avons un bon futur, Thesan a de très bonnes idées et cela me rend positif. Il faut maintenant franchir une étape importante pour 2012. » Le nouveau propriétaire de HRT, Thesan Capital, est entré contact avec Jorg Zander pour prendre la succession de Willis.
Un mois après cette annonce, Jorg Zander, qui a déjà exercé en Formule 1 chez Toyota F1 Team, British American Racing, Williams F1 Team, BMW Sauber et Brawn GP, refuse la proposition de HRT, préférant se concentrer sur son entreprise JZ Engineering, bien implantée dans le milieu de l'industrie automobile : « Je suis heureux de ce que je fais pour le moment. J'ai développé de très bonnes relations avec les constructeurs automobiles en Allemagne, travaillant sur des projets de recherche et développement très intéressants. » HRT confie finalement la supervision de la conception de sa future monoplace à Jacky Eeckelaert qui possède aussi une riche expérience en Formule 1, ayant travaillé pour Jordan Grand Prix, Prost Grand Prix, Sauber, Honda Racing F1 Team et Super Aguri F1 avant de rejoindre HRT l'an dernier. Il travaillera aux côtés de Stéphane Chosse, le nouvel aérodynamicien en chef de l'écurie.

### DRS
La FIA confirme que, contrairement à Monza pour le précédent Grand Prix, il n'y aura qu'une seule zone d'activation de l'aileron arrière ajustable (Drag Reduction System) à Singapour. Le point de détection sera placé juste après le virage no 4, à 230 mètres du point de corde du virage no 5 et l'activation se fera juste après le virage no 5 qui donne sur la plus longue ligne droite du circuit urbain. Les dépassements sont souvent difficiles à Singapour, comme cela a été le cas lors des trois éditions précédentes, et la FIA espère y remédier cette année avec l'aileron arrière ajustable qui a déjà fait ses preuves cette saison sur d'autres circuits également réputés difficiles pour les dépassements,.

## Essais libres

### Vendredi soir, séance de 18 h 30
| Pos. | Pilote           | Voiture          | Chrono         | Écart     |
| ---- | ---------------- | ---------------- | -------------- | --------- |
| 1    | Lewis Hamilton   | McLaren-Mercedes | 1 min 48 s 599 |           |
| 2    | Sebastian Vettel | Red Bull-Renault | 1 min 49 s 005 | + 0 s 406 |
| 3    | Mark Webber      | Red Bull-Renault | 1 min 50 s 066 | + 1 s 467 |
| 4    | Fernando Alonso  | Ferrari          | 1 min 50 s 596 | + 1 s 997 |
| 5    | Jenson Button    | McLaren-Mercedes | 1 min 50 s 952 | + 2 s 353 |
| 6    | Felipe Massa     | Ferrari          | 1 min 52 s 043 | + 3 s 444 |

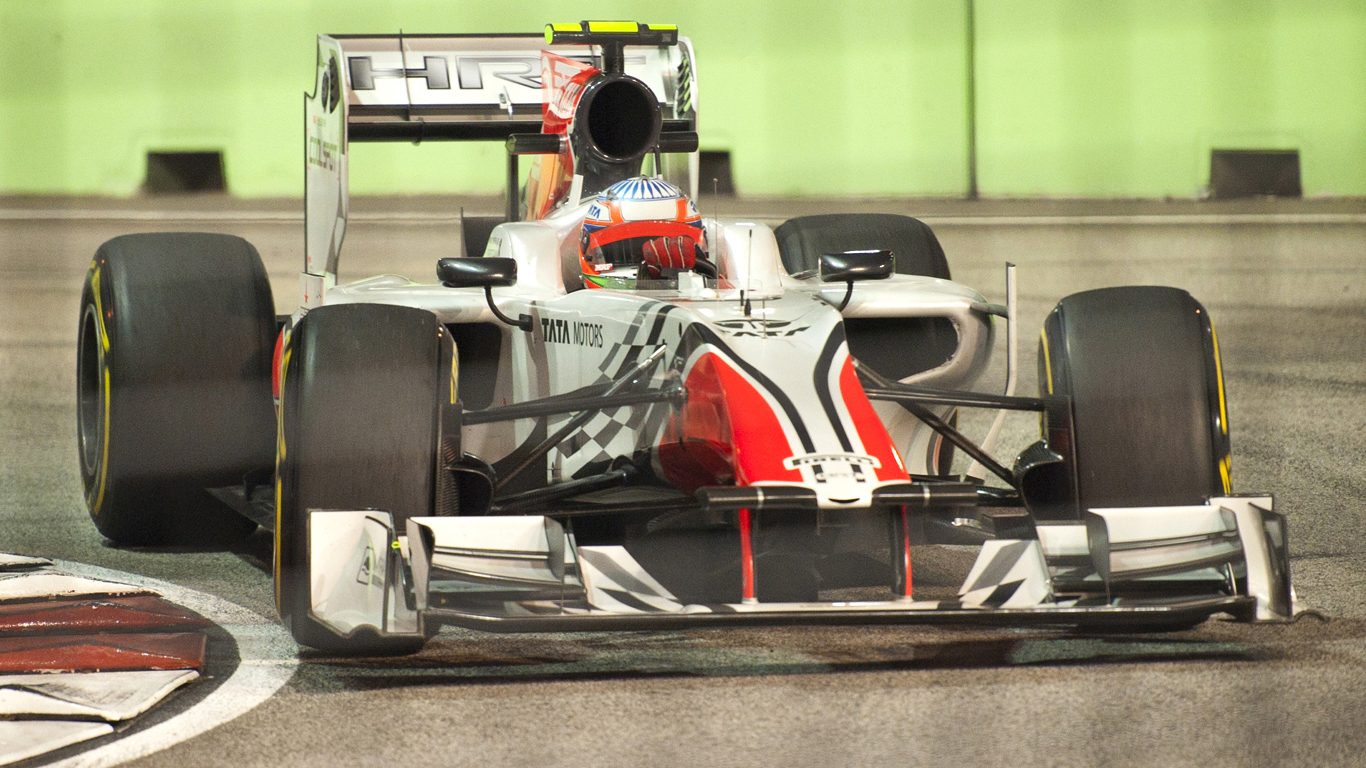
Narain Karthikeyan lors des premiers essais libres à Singapour.

La Scuderia Toro Rosso enfreint le couvre-feu imposé cette saison par la FIA car son directeur Franz Tost arrive malencontreusement trop tôt dans le paddock de Singapour. Depuis cette année, la FIA impose un couvre-feu de six heures au personnel des équipes afin de lui assurer un temps minimum de repos pendant la nuit. Les équipes bénéficient de quatre « jokers » permettant de déroger à cette règle. Trois écuries (Red Bull Racing, Lotus Renault GP et HRT) ont déjà utilisé des jokers, Toro Rosso devenant désormais la quatrième. À Singapour, les horaires sont particuliers puisque la course se dispute de nuit : le couvre-feu a ainsi lieu de 9 heures du matin à 15 heures de l'après-midi,. Peu après l'annonce confirmant que la Scuderia Toro Rosso a enfreint le couvre-feu, Mercedes Grand Prix, Red Bull Racing et Marussia Virgin Racing perdent elles aussi un joker car des membres de leur service marketing sont aussi arrivés trop tôt sur le circuit.
La première séance d'essais libres ne démarre pas à l'heure prévue à cause de soucis au niveau des vibreurs des virages no 3 et no 14 dont les clous de fixation dépassent et menacent de crever les pneumatiques des monoplaces. Charlie Whiting, délégué à la sécurité de la FIA, analyse le problème avec les responsables de la direction de course et décide de faire démonter les vibreurs incriminés pour que la séance ne prenne pas trop de retard. Finalement, les vibreurs du virage no 7 sont aussi démontés et la direction de course précise que désormais les pilotes pourront dépasser la ligne blanche à la sortie des virages où il n'y a plus de vibreurs. Comme l'article 31.5 du règlement sportif de la Formule 1 stipule de laisser au moins deux heures de repos entre deux séances d'essais, la FIA décide d'amputer la première session d'une demi-heure, pour ne pas retarder le début de la seconde séance prévue à 21 h 30. La séance démarre avec une demi-heure de retard, à 18 h 30,,.
La température ambiante est de 31 °C et celle de la piste de 34 °C au départ de la première séance d'essais libres du Grand Prix de Singapour. Si les pilotes s'élancent immédiatement en piste pour un premier tour d'installation, il faut attendre près d'un quart d'heure pour que Nico Rosberg signe le premier temps de référence en 1 min 57 s 351. Ce temps est successivement amélioré par Michael Schumacher (1 min 55 s 827), Felipe Massa (1 min 53 s 770), Mark Webber (1 min 52 s 869) et à nouveau Massa en 1 min 52 s 043,,.
Peu après, alors qu'il est sur le point de battre le temps de Massa, Mark Webber se fait « fermer la porte » par Timo Glock qui lui arrache une partie de l'aileron avant. Quelques minutes plus tard, Heikki Kovalainen s'immobilise sur la piste car les freins de sa Lotus T128 sont en feu : la séance est interrompue par un drapeau rouge le temps d'évacuer la monoplace,,.
Lorsque la séance est relancée après seulement deux minutes d'interruption, il reste 28 minutes avant le drapeau à damier. Dix minutes plus tard, Jenson Button prend la tête du classement en 1 min 50 s 952 alors que la nuit tombe. Sebastian Vettel améliore peu après à deux reprises (1 min 50 s 082 et 1 min 49 s 656) mais est battu par Lewis Hamilton en 1 min 49 s 515. Vettel reprend l'avantage en 1 min 49 s 005 mais cède à nouveau devant Hamilton en 1 min 48 s 599. La direction de course sort alors à nouveau le drapeau rouge car un clou dépasse d'un morceau de vibreur toujours en place au virage no 7. La séance est relancée à trois minutes du terme mais personne n'améliore le temps d'Hamilton,.
- Narain Karthikeyan, pilote essayeur chez HRT, remplace Vitantonio Liuzzi lors de cette séance d'essais.

### Vendredi soir, séance de 22 h
| Pos. | Pilote             | Voiture          | Chrono         | Écart     |
| ---- | ------------------ | ---------------- | -------------- | --------- |
| 1    | Sebastian Vettel   | Red Bull-Renault | 1 min 46 s 374 |           |
| 2    | Fernando Alonso    | Ferrari          | 1 min 46 s 575 | + 0 s 201 |
| 3    | Lewis Hamilton     | McLaren-Mercedes | 1 min 47 s 115 | + 0 s 741 |
| 4    | Felipe Massa       | Ferrari          | 1 min 47 s 120 | + 0 s 746 |
| 5    | Mark Webber        | Red Bull-Renault | 1 min 47 s 265 | + 0 s 891 |
| 6    | Michael Schumacher | Mercedes         | 1 min 48 s 418 | + 2 s 044 |

La température ambiante est de 30 °C et la piste est à 31 °C lors de la seconde séance d'essais qui se déroule désormais en pleine nuit. Comme la séance précédente a été écourtée, les pilotes s'élancent très vite en piste pour rattraper le temps perdu. Mark Webber signe le premier temps de référence en 1 min 49 s 442 après seulement dix minutes. Si la piste est moins sale que lors de la première session, elle reste encore très poussiéreuse,.
Fernando Alonso améliore en 1 min 49 s 071 mais Sebastian Vettel réalise trois tours en 1 min 48 s 171, 1 min 47 s 688 puis 1 min 47 s 375. Alors qu'il reste encore une heure dans cette séance, les temps n'évoluent plus et il faut attendre que les pilotes chaussent des pneus tendres pour que les performances s'améliorent. Jenson Button n'a pas l'occasion de les chausser car il part à la faute et touche le mur à la mi-séance. Si le choc est léger, le Britannique n'arrive pas à enclencher sa marche arrière pour se sortir de cette situation délicate et abandonne,,.
Avec des pneus tendres, Felipe Massa prend la tête du classement en 1 min 47 s 120 à quarante minutes du terme. Quelques instants plus tard, Sébastien Buemi part à la faute et arrache sa roue avant gauche. À une demi-heure de la fin de séance, Fernando Alonso s'installe en tête en 1 min 46 s 575, en pneus tendres. Chaussé des mêmes pneus, Vettel réplique en 1 min 46 s 374, meilleur temps de la journée,,.

### Samedi soir, séance de 19 h
| Pos. | Pilote           | Voiture          | Chrono         | Écart     |
| ---- | ---------------- | ---------------- | -------------- | --------- |
| 1    | Mark Webber      | Red Bull-Renault | 1 min 46 s 081 |           |
| 2    | Jenson Button    | McLaren-Mercedes | 1 min 46 s 108 | + 0 s 027 |
| 3    | Sebastian Vettel | Red Bull-Renault | 1 min 46 s 345 | + 0 s 264 |
| 4    | Fernando Alonso  | Ferrari          | 1 min 46 s 396 | + 0 s 315 |
| 5    | Lewis Hamilton   | McLaren-Mercedes | 1 min 46 s 936 | + 0 s 855 |
| 6    | Nico Rosberg     | Mercedes         | 1 min 47 s 831 | + 1 s 750 |

Après avoir déposé un recours auprès de la FIA, Mercedes Grand Prix, Red Bull Racing et Marussia Virgin Racing, qui avaient perdu un de leurs jokers à cause de la présence de personnel du marketing sur le circuit avant 16 heures, récupèrent chacune leur joker car la FIA a constaté que les personnes présentes sur le circuit travaillaient pour les services marketing ou pour les commanditaires des équipes et non directement sur les monoplaces.
Le problème des vibreurs n'est toujours pas définitivement réglé à quelques heures du début de la troisième séance d'essais libres. La FIA et les organisateurs travaillent à trouver une solution concernant de nombreux endroits sur le circuit où les vibreurs vissés à l'asphalte ont tendance à bouger voire à s'arracher. Charlie Whiting, délégué à la sécurité de la FIA, espère trouver une solution définitive avant le départ de la dernière session d'essais libres. S'il n'est pas possible de mieux fixer les vibreurs, la FIA envisage de les supprimer et de peindre des lignes sur la piste pour matérialiser virtuellement la position des vibreurs : si un pilote franchit une de ces lignes, il sera sanctionné. Lewis Hamilton déclare : « Il y a des endroits où les vis sortent des vibreurs, ils doivent certainement encaisser beaucoup de forces de la part des voitures. On ne sait pas si les vibreurs seront réinstallés, je vais donc continuer à conduire comme s'ils étaient là. S'ils ne sont pas remplacés, je peux gagner quelques dixièmes en allant un peu plus au large comme d'autres pilotes l'ont fait. »
La température ambiante est de 31 °C et la piste est à 35 °C au départ de la troisième et dernière séance d'essais libres du Grand Prix. Cette séance commence sous la lumière des projecteurs car la nuit est déjà tombée à Singapour. Les pilotes s'élancent dès l'ouverture de la voie des stands pour boucler un premier tour d'installation. Jérôme d'Ambrosio est le premier à réaliser un tour chronométré en 2 min 01 s 917, puis en 1 min 58 s 174, alors que la séance est entamée depuis douze minutes,,.
Kamui Kobayashi améliore à deux reprises, en 1 min 52 s 574 puis en 1 min 52 s 198. Jenson Button prend ensuite la tête avec un tour en 1 min 50 s 707 mais est rapidement devancé par Nico Rosberg en 1 min 50 s 494. Le Britannique reprend son bien en deux temps (1 min 49 s 490 puis 1 min 48 s 421) mais Sebastian Vettel fait encore mieux : 1 min 47 s 737, 1 min 47 s 313 et enfin 1 min 47 s 064,,.
À vingt minutes du terme, certains pilotes chaussent leurs pneus tendres, notamment Fernando Alonso qui s'installe en tête en 1 min 46 s 452 à dix minutes du drapeau à damier, et ce bien qu'il ait légèrement touché un mur avec sa roue arrière droite. Jenson Button, également en pneus tendres, améliore en 1 min 46 s 108 mais, quelques instants plus tard, Mark Webber signe le meilleur tour de la session en 1 min 46 s 081,,.

## Séance de qualifications

### Résultats des qualifications

#### Session Q1

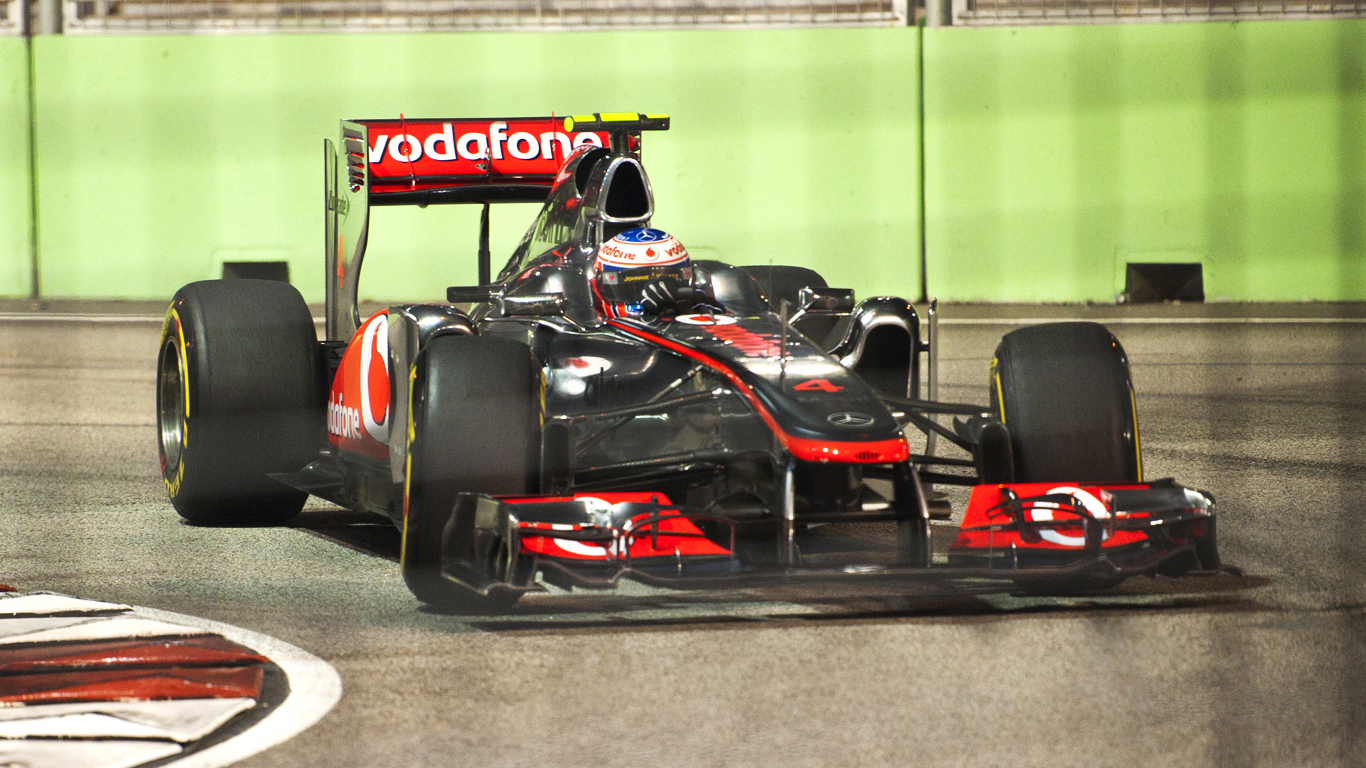
Jenson Button à Singapour.

La session débute sous les lumières des projecteurs positionnés le long du tracé, la température ambiante est de 30 °C et celle de la piste est de 31 °C. Les pilotes s'élancent dès l'ouverture de la piste, ceux des équipes les plus modestes en pneus tendres pour accroître leurs performances alors que ceux des équipes de haut de tableau chaussent des pneus durs.
Sebastian Vettel signe le premier temps de référence en 1 min 47 s 137 mais Jenson Button réplique aussitôt en 1 min 46 s 993 avant que Vettel ne riposte dans la foulée en 1 min 46 s 397, temps qui ne sera plus amélioré.
Lewis Hamilton rencontre quelques soucis techniques et son équipe doit travailler d'arrache-pied à leur résolution avant la deuxième partie des qualifications.
Les sept pilotes éliminés sont Vitantonio Liuzzi, Daniel Ricciardo, Timo Glock, Jérôme d'Ambrosio, Jarno Trulli, Heikki Kovalainen et Vitaly Petrov. Vitantonio Liuzzi est pénalisé de cinq places sur la grille de départ à cause de sa responsabilité dans l'accident au départ du Grand Prix d'Italie mais cette sanction ne change rien à sa situation car il a réalisé le dernier temps de la session de qualification,.

#### Session Q2
Lewis Hamilton est le premier des dix-sept pilotes rescapés à s'élancer afin de tester sa monoplace réparée entre les deux sessions. La plupart des pilotes débutent en pneus tendres afin d'accroître leurs chances d'accéder à la Q3.
Hamilton signe le premier temps de référence en 1 min 46 s 829 mais est aussitôt battu par Mark Webber en 1 min 45 s 651. Jenson Button prend ensuite la tête en 1 min 45 s 472 puis Sebastian Vettel améliore en 1 min 44 s 931.
Kamui Kobayashi décolle dans la première chicane et termine son envolée dans un muret de pneus, ce qui provoque l'interruption momentanée de la séance par un drapeau rouge afin d'évacuer la monoplace et de nettoyer la piste. La séance est relancée pour neuf minutes et la situation est critique pour Mercedes Grand Prix, Scuderia Toro Rosso et Sauber dont aucune monoplace n'est classée parmi les dix premières,.
Nico Rosberg et Michael Schumacher réussissent finalement à signer un temps qualificatif pour la dernière session, ce qui met Williams dans une position difficile, sans monoplace dans les dix premières. Vettel, Button, Webber et Fernando Alonso, qui occupent les quatre premières places du classement, choisissent de ne pas retourner en piste, confiants dans leurs performances par rapport à leurs rivaux.
Les sept pilotes éliminés sont Jaime Alguersuari, Sébastien Buemi, Sergio Pérez, Kamui Kobayashi, Bruno Senna, Pastor Maldonado et Rubens Barrichello. Il semble que tous les problèmes liés aux vibreurs ne soient pas encore résolus puisque Lewis Hamilton termine la session avec un pneu crevé,.

#### Session Q3

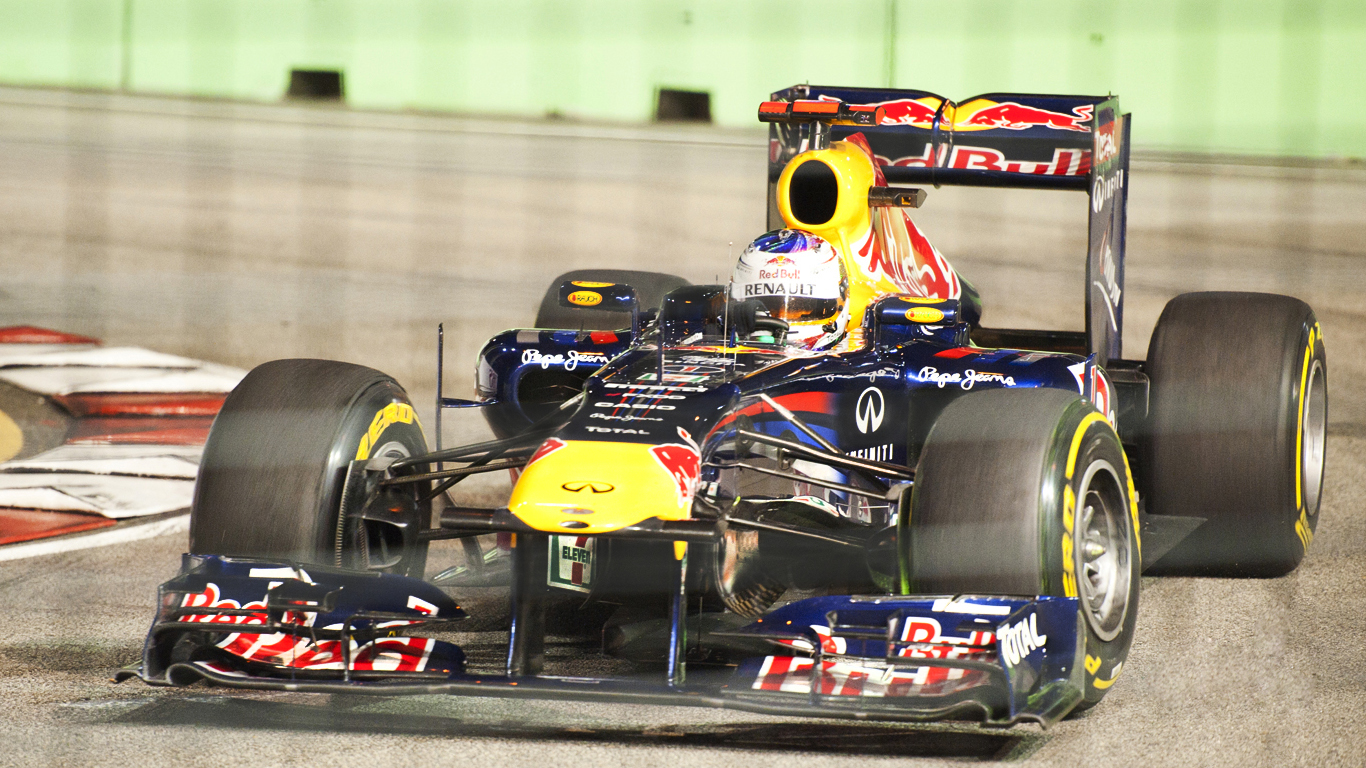
Sebastian Vettel signe la pole position à Singapour.

Sebastian Vettel est le premier à prendre la piste et assomme la concurrence en bouclant un tour en 1 min 44 s 381. Ses rivaux se lancent à sa poursuite mais aucun ne parvient à améliorer tandis que Michael Schumacher et les deux pilotes Force India, Paul di Resta et Adrian Sutil, sachant qu'ils n'ont aucune chance de réaliser un bon résultat lors de la dernière partie de la séance qualificative, décident de ne pas participer à cette session,. Aucun pilote ne parvient à améliorer la performance de Vettel qui devance alors Lewis Hamilton, Jenson Button, Mark Webber et Fernando Alonso.
Après ce premier essai, les pilotes rentrent changer de pneus puis s'élancent pour une seconde et dernière tentative. L'équipe McLaren tarde à relancer Lewis Hamilton à cause d'un problème d'alimentation en essence : le pilote britannique n'a pas le temps de signer un autre tour lancé. Felipe Massa et Nico Rosberg décident quant à eux de ne pas reprendre la piste pour une seconde tentative et terminent respectivement sixième et septième de la séance,.
Personne ne parvient à battre le temps établi en début de séance par Vettel, qui signe la vingt-sixième pole position de sa carrière,.
Sur la grille, le champion du monde en titre devance Webber, Button, Hamilton, Alonso, Massa, Rosberg, Schumacher, Sutil et di Resta,.

### Grille de départ
| Pos.                                                                                      | Pilote                  | Écurie               | Qualifications 1 | Qualifications 2 | Qualifications 3 |
| ----------------------------------------------------------------------------------------- | ----------------------- | -------------------- | ---------------- | ---------------- | ---------------- |
| 1                                                                                         | Sebastian Vettel SREC   | Red Bull-Renault     | 1 min 46 s 397   | 1 min 44 s 931   | 1 min 44 s 381   |
| 2                                                                                         | Mark Webber SREC        | Red Bull-Renault     | 1 min 47 s 332   | 1 min 45 s 651   | 1 min 44 s 732   |
| 3                                                                                         | Jenson Button SREC      | McLaren-Mercedes     | 1 min 46 s 956   | 1 min 45 s 472   | 1 min 44 s 804   |
| 4                                                                                         | Lewis Hamilton SREC     | McLaren-Mercedes     | 1 min 47 s 014   | 1 min 46 s 829   | 1 min 44 s 809   |
| 5                                                                                         | Fernando Alonso SREC    | Ferrari              | 1 min 47 s 054   | 1 min 45 s 779   | 1 min 44 s 874   |
| 6                                                                                         | Felipe Massa SREC       | Ferrari              | 1 min 47 s 945   | 1 min 45 s 955   | 1 min 45 s 800   |
| 7                                                                                         | Nico Rosberg SREC       | Mercedes             | 1 min 47 s 688   | 1 min 46 s 405   | 1 min 46 s 013   |
| 8                                                                                         | Michael Schumacher SREC | Mercedes             | 1 min 48 s 819   | 1 min 46 s 043   | Pas de temps     |
| 9                                                                                         | Adrian Sutil SREC       | Force India-Mercedes | 1 min 47 s 952   | 1 min 47 s 093   | Pas de temps     |
| 10                                                                                        | Paul di Resta SREC      | Force India-Mercedes | 1 min 48 s 022   | 1 min 47 s 486   | Pas de temps     |
| 11                                                                                        | Sergio Pérez SREC       | Sauber-Ferrari       | 1 min 47 s 717   | 1 min 47 s 616   |                  |
| 12                                                                                        | Rubens Barrichello SREC | Williams-Cosworth    | 1 min 48 s 061   | 1 min 48 s 082   |                  |
| 13                                                                                        | Pastor Maldonado SREC   | Williams-Cosworth    | 1 min 49 s 710   | 1 min 48 s 270   |                  |
| 14                                                                                        | Sébastien Buemi SREC    | Toro Rosso-Ferrari   | 1 min 48 s 753   | 1 min 48 s 634   |                  |
| 15                                                                                        | Bruno Senna SREC        | Renault              | 1 min 48 s 861   | 1 min 48 s 662   |                  |
| 16                                                                                        | Jaime Alguersuari SREC  | Toro Rosso-Ferrari   | 1 min 49 s 588   | 1 min 49 s 862   |                  |
| 17                                                                                        | Kamui Kobayashi SREC    | Sauber-Ferrari       | 1 min 48 s 054   | Pas de temps     |                  |
| 18                                                                                        | Vitaly Petrov SREC      | Renault              | 1 min 49 s 835   |                  |                  |
| 19                                                                                        | Heikki Kovalainen       | Team Lotus-Renault   | 1 min 50 s 948   |                  |                  |
| 20                                                                                        | Jarno Trulli            | Team Lotus-Renault   | 1 min 51 s 012   |                  |                  |
| 21                                                                                        | Timo Glock              | Virgin-Cosworth      | 1 min 52 s 154   |                  |                  |
| 22                                                                                        | Jérôme d'Ambrosio       | Virgin-Cosworth      | 1 min 52 s 363   |                  |                  |
| 23                                                                                        | Daniel Ricciardo        | HRT-Cosworth         | 1 min 52 s 404   |                  |                  |
| 24                                                                                        | Vitantonio Liuzzi       | HRT-Cosworth         | 1 min 52 s 810   |                  |                  |
| Temps minimal à réaliser pour la qualification : 1 min 53 s 844 (107 % de 1 min 46 s 397) |                         |                      |                  |                  |                  |

- Kamui Kobayashi, victime d'un accident, n'a pas signé de temps lors de la session Q2.
- Michael Schumacher, Adrian Sutil et Paul di Resta choisissent de ne pas prendre part à la session Q3.
- Vitantonio Liuzzi est pénalisé de cinq places sur la grille de départ pour avoir provoqué un carambolage au départ du Grand Prix automobile d'Italie 2011. Cette sanction ne le handicape pas car il a réalisé le dernier temps des essais qualificatifs.

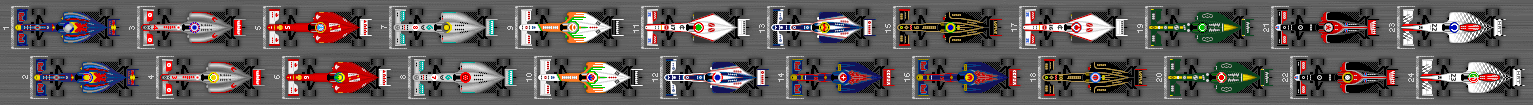
La grille de qualification et de départ du Grand Prix de Singapour 2011.

## Course

### Déroulement de l'épreuve

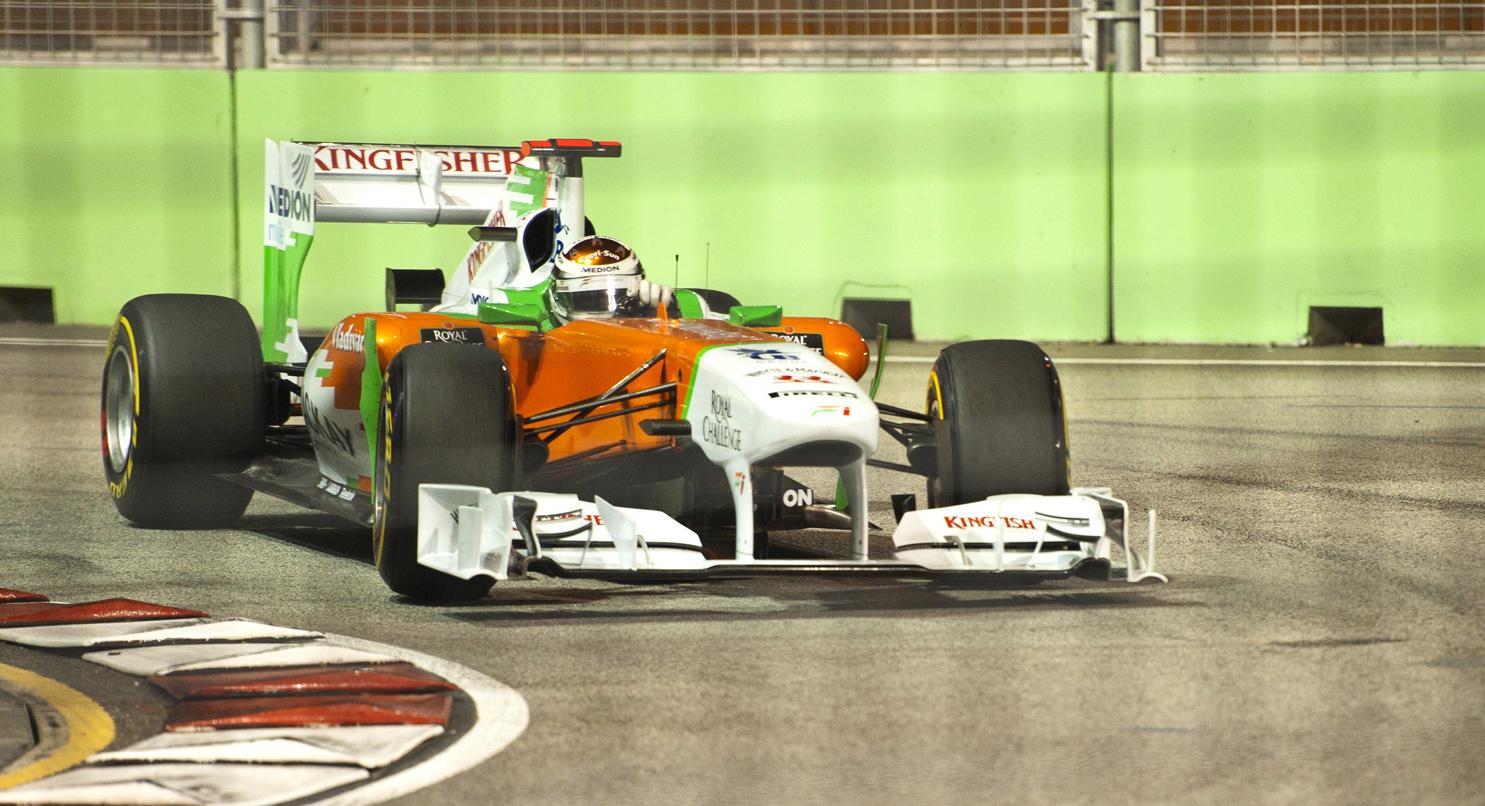
Adrian Sutil sur Force India à Singapour.

Si la nuit est déjà tombée sur Singapour au moment de donner le départ du Grand Prix, la température ambiante est toutefois de 31 °C. À l'extinction des feux, Sebastian Vettel, en pole position, s'engouffre en tête dans le premier virage tandis que son coéquipier Mark Webber manque son envol, tout comme Lewis Hamilton. Au premier passage sur la ligne, Vettel devance Jenson Button, Fernando Alonso, Webber, Felipe Massa, Nico Rosberg, Michael Schumacher, Hamilton, Adrian Sutil et Paul di Resta,,.
Sebastian Vettel a déjà trois secondes et demie d'avance sur Button et quatre secondes sur Alonso dès le deuxième passage et prend une seconde d'avance supplémentaire au troisième tour. Dès que les pilotes reçoivent l'autorisation d'activation de leur aileron mobile, Hamilton en profite pour prendre l'avantage sur Schumacher et se rapprocher de Rosberg, qu'il double dans le cinquième tour.
Au sixième passage sur la ligne, Vettel devance Button de 8 secondes, Alonso de 9 secondes, Webber de 10 secondes, Massa de 12 secondes et Hamilton de 15 secondes. Dans le neuvième tour, Mark Webber commence à attaquer Alonso et réussit à le doubler, juste avant que l'Espagnol ne regagne son stand pour effectuer son premier changement de pneus. Schumacher et Senna rentrent dans le même tour, Massa, Hamilton, Sutil, Pastor Maldonado, Sébastien Buemi et Heikki Kovalainen au tour suivant. Lewis Hamilton reprend la piste juste derrière Massa et l'attaque immédiatement : Hamilton accroche le Brésilien qui doit regagner son stand avec un pneu crevé tandis qu'Hamilton casse son aileron avant,.
Webber et Rubens Barrichello s'arrêtent au douzième tour et Hamilton au treizième, pour changer son aileron et ses pneus. Vettel et Button s'arrêtent au quatorzième tour, Sergio Pérez au suivant, Kamui Kobayashi, Vitaly Petrov et Jarno Trulli au seizième, Jaime Alguersuari au dix-septième et di Resta au dix-neuvième passage. L'incident entre Massa et Hamilton est étudié par les commissaires de course qui décident de sanctionner Hamilton d'un passage par les stands à vitesse réduite (drive-through). Au vingtième tour, Vettel est toujours en tête avec 13 secondes d’avance sur Button, 30 s sur Alonso, 32 s sur Webber, 43 s sur Rosberg, 47 s sur Schumacher ; suivent Sutil, di Resta, Pérez et Maldonado,,.
Rosberg change ses pneus au vingt-deuxième tour, son coéquipier Schumacher au vingt-quatrième, Alonso au vingt-cinquième. Quelques minutes plus tard, Nico Rosberg fait une légère erreur et sort large dans un virage : Pérez en profite pour le passer, ainsi que Schumacher qui tente de doubler la mise en dépassant le pilote mexicain. Schumacher accroche le pilote Sauber et écrase très violemment sa monoplace dans un muret de pneus : la voiture de sécurité entre en piste pour permettre l'évacuation de l'épave de la voiture. La plupart des pilotes profitent de la neutralisation de la course pour changer de pneus. Au trente-et-unième tour, derrière la voiture de sécurité, Vettel précède Button, Alonso, Webber, di Resta, Rosberg, Sutil, Pérez, Hamilton et Maldonado. La course est relancée au trente-troisième tour et, profitant du fait que des pilotes retardataires sont intercalés entre lui et Button, Vettel creuse immédiatement un écart de 9 secondes en un seul tour,,,.
Webber change ses pneus pour la dernière fois au quarante-septième tour, Button et Hamilton au suivant, Vettel et Alonso au quarante-neuvième. Jaime Alguersuari rate un virage et encastre sa monoplace dans un muret à deux tours du terme. La voiture de sécurité n'est pas envoyée en piste mais une portion du circuit est neutralisée au drapeau jaune, ce qui contrarie la remontée entamée par Button sur Vettel,.
À l'arrivée, Vettel remporte sa neuvième victoire de la saison avec moins de deux secondes d'avance sur son désormais unique rival pour le titre, Jenson Button. Mark Webber complète le podium ; suivent pour les points Alonso, Hamilton, di Resta, Rosberg, Sutil, Massa et Perez,,,.

### Classement de la course
| Pos. | no | Pilote                  | Écurie               | Tours | Temps/Abandon                      | Grille | Points |
| ---- | -- | ----------------------- | -------------------- | ----- | ---------------------------------- | ------ | ------ |
| 1    | 1  | Sebastian Vettel SREC   | Red Bull-Renault     | 61    | 1 h 59 min 06 s 757 (155,810 km/h) | 1      | 25     |
| 2    | 4  | Jenson Button SREC      | McLaren-Mercedes     | 61    | + 1 s 737                          | 3      | 18     |
| 3    | 2  | Mark Webber SREC        | Red Bull-Renault     | 61    | + 29 s 279                         | 2      | 15     |
| 4    | 5  | Fernando Alonso SREC    | Ferrari              | 61    | + 55 s 449                         | 5      | 12     |
| 5    | 3  | Lewis Hamilton SREC     | McLaren-Mercedes     | 61    | + 1 min 07 s 766                   | 4      | 10     |
| 6    | 15 | Paul di Resta SREC      | Force India-Mercedes | 61    | + 1 min 51 s 067                   | 10     | 8      |
| 7    | 8  | Nico Rosberg SREC       | Mercedes             | 60    | + 1 tour                           | 7      | 6      |
| 8    | 14 | Adrian Sutil SREC       | Force India-Mercedes | 60    | + 1 tour                           | 9      | 4      |
| 9    | 6  | Felipe Massa SREC       | Ferrari              | 60    | + 1 tour                           | 6      | 2      |
| 10   | 17 | Sergio Pérez SREC       | Sauber-Ferrari       | 60    | + 1 tour                           | 11     | 1      |
| 11   | 12 | Pastor Maldonado SREC   | Williams-Cosworth    | 60    | + 1 tour                           | 13     |        |
| 12   | 18 | Sébastien Buemi SREC    | Toro Rosso-Ferrari   | 60    | + 1 tour                           | 14     |        |
| 13   | 11 | Rubens Barrichello SREC | Williams-Cosworth    | 60    | + 1 tour                           | 12     |        |
| 14   | 16 | Kamui Kobayashi SREC    | Sauber-Ferrari       | 59    | + 2 tours                          | 17     |        |
| 15   | 9  | Bruno Senna SREC        | Renault              | 59    | + 2 tours                          | 15     |        |
| 16   | 20 | Heikki Kovalainen       | Lotus-Renault        | 59    | + 2 tours                          | 19     |        |
| 17   | 10 | Vitaly Petrov SREC      | Renault              | 59    | + 2 tours                          | 18     |        |
| 18   | 25 | Jérôme d'Ambrosio       | Virgin-Cosworth      | 59    | + 2 tours                          | 22     |        |
| 19   | 22 | Daniel Ricciardo        | HRT-Cosworth         | 57    | + 4 tours                          | 23     |        |
| 20   | 23 | Vitantonio Liuzzi       | HRT-Cosworth         | 57    | + 4 tours                          | 24     |        |
| 21   | 19 | Jaime Alguersuari SREC  | Toro Rosso-Ferrari   | 56    | Accident                           | 16     |        |
| Abd. | 21 | Jarno Trulli            | Lotus-Renault        | 47    | Boîte de vitesses                  | 20     |        |
| Abd. | 7  | Michael Schumacher SREC | Mercedes             | 28    | Accident                           | 8      |        |
| Abd. | 24 | Timo Glock              | Virgin-Cosworth      | 9     | Accident                           | 21     |        |

### Pole position et record du tour
Sebastian Vettel signe la vingt-sixième pole position de sa carrière, sa première sur le tracé de Singapour et sa onzième de la saison. Jenson Button réalise le cinquième meilleur tour en course de sa carrière, son premier sur ce circuit et son deuxième de la saison.
- Pole position :  Sebastian Vettel (Red Bull-Renault) en 1 min 44 s 381 (174,963 km/h)[46],[47].
- Meilleur tour en course :  Jenson Button (McLaren-Mercedes) en 1 min 48 s 454 (168,392 km/h) au cinquante-quatrième tour[48],[49].

### Tours en tête
- Sebastian Vettel : 61 tours (1-61)[50],[51].

## Après-course

### Écuries sur le podium
Christian Horner, directeur de Red Bull Racing, est enchanté par la victoire de Sebastian Vettel : « C'était une grosse performance aujourd'hui de gagner le Grand Prix de Singapour. C'est un des hauts lieux du calendrier avec une ambiance unique et c'est sans doute la course la plus difficile et la plus exigeante pour la voiture et pour la condition physique des pilotes à cause de la chaleur et de l'humidité. Sebastian a été impeccable, il a dominé la première moitié de la course et a ensuite géré jusqu'à la fin sans prendre de risques pour enregistrer sa neuvième victoire de la saison. En partant du côté sale de la grille, Mark a perdu des places au premier virage mais par la suite, a eu une très bonne course contre Fernando Alonso et nous a semblé plus à l'aise avec ses pneus que les Ferrari. Il a passé Fernando deux fois puis notre stratégie a bien marché en fin de course. En plus de cela, je pense que nous avons l'arrêt le plus rapide de la journée. C'est donc une performance d'équipe vraiment grande qui met Sebastian à un point de son deuxième titre mondial. ». Sebastian Vettel a dominé le Grand Prix mais n'a franchi la ligne d'arrivée qu'avec une seconde d'avance sur Jenson Button : « Vers la fin, j'ai rattrapé cinq voitures, l'écart n'était pas énorme [avec Button] mais je gérais. Je suis très satisfait de ce résultat, la voiture a été fantastique tout au long de la course. Nous avons pu nous détacher assez facilement quand nous avons dû attaquer. La voiture de sécurité ne rentrait pas dans nos plans mais je suis bien reparti et j'ai pu me remettre dans le rythme tout de suite. J'aime ce circuit et son défi. L'an passé, j'avais fini deuxième derrière Fernando alors c'est génial de réussir à terminer le boulot cette année. Nous pouvons être fiers de nous, nous avons gardé la tête froide, ce fut une journée parfaite. ». Mark Webber avoue néanmoins qu'il a des soucis lors des départs des courses : « Je me retrouve un peu trop souvent dans la même situation cette saison. Pour une raison quelconque, je ne parviens pas à faire les départs que je faisais la saison dernière. Nous allons regarder ça de près et certainement l'améliorer. C'est toujours risqué de faire des remontées et de tenter de regagner des positions […] J'ai probablement perdu une position à l'arrivée aujourd'hui à cause de ce départ raté. »
Chez McLaren, Jenson Button devient le dernier pilote à pouvoir priver Vettel du titre mondial. S'il a tenté en fin de course d'aller chercher son rival pour la victoire, il reconnaît que Vettel était plus rapide : « Dans l'ensemble, notre rythme était bon mais nous ne pouvons pas rivaliser avec Seb et Red Bull. La deuxième place était le meilleur résultat possible, nous devons capitaliser là-dessus. Nous savons que nous ne sommes pas aussi rapides à l'heure actuelle et que nous devons progresser si nous voulons nous battre pour la victoire sur les cinq prochaines courses. J'avais dit que l'objectif était de gagner la course alors je devais tenter ma chance mais j'ai dû me contenter de la deuxième place. J'ai le sentiment d'avoir tiré le maximum de la voiture. En fin de course, j'ai attaqué au maximum et enchaîné douze tours de qualification, j'ai pris beaucoup de risques, je me suis amusé. ». En terminant deuxième, Button empêche Sebastian Vettel d'être sacré champion à l'issue de la course mais reste réaliste sur l'issue probable du championnat du monde : « Je suis très fier d'avoir empêché Seb Vettel de remporter le championnat à Singapour, il lui a été impossible de le célébrer ici. Je suis donc très heureux mais nous savons tous ce qui va se passer à la prochaine course. ». Lewis Hamilton a connu une nouvelle course mouvementée, avec une erreur de pilotage, un accrochage, un passage par les stands pour changer d'aileron avant et une pénalité. Il a toutefois réussi à remonter à la cinquième place avec l'aide opportune de la voiture de sécurité : « Je me suis amusé à doubler les voitures après ma pénalité mais c'était frustrant de me retrouver une fois de plus en queue de peloton alors que j'avais une voiture qui m'aurait permis de me battre aux avant-postes. Pour moi ce week-end est une opportunité manquée. »

### Écuries dans les points

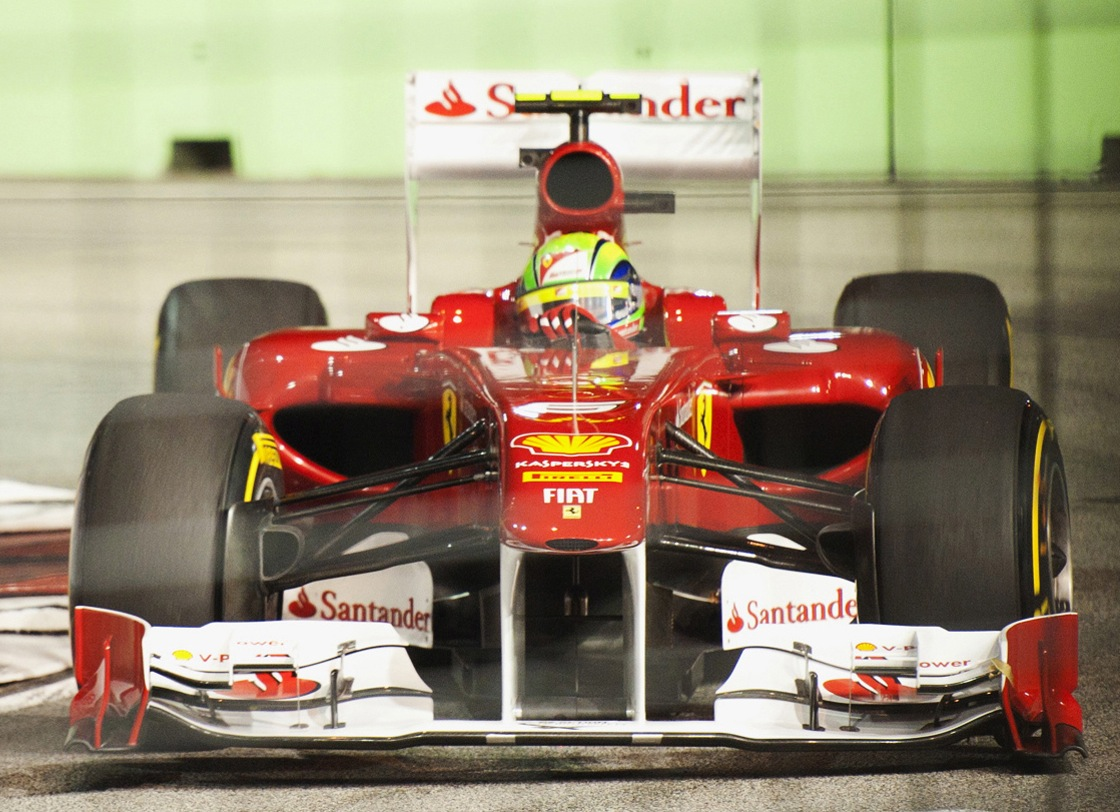
Felipe Massa sur le circuit de Singapour.

À l'arrivée du Grand Prix où il termine quatrième, le pilote Ferrari Fernando Alonso affirme qu'il sera très difficile de terminer devant ses deux rivaux Button et Webber au championnat du monde : « Bien sûr qu'il y a de la motivation à terminer deuxième du championnat, c'est difficile mais je veux terminer vice-champion. En outre, l'écart entre les équipes Red Bull, McLaren et Ferrari au championnat constructeurs est énorme donc si je peux terminer deuxième ce serait une chose très précieuse pour moi. » Lors des dernières courses, Alonso, incapable de lutter pour la victoire, incrimine l'aérodynamisme de sa voiture : « Je pense que tout est dans l'aérodynamique. Si vous faites une voiture une seconde plus rapide que les autres grâce à l'aéro, les pneus vont mieux travailler, vous allez enchaîner les pole positions et gagner les courses les unes après les autres. ». Felipe Massa est furieux à l'arrivée à cause de son accrochage avec Hamilton en course, ce qui avait failli leur arriver la veille en qualification. Lewis Hamilton a accroché Massa et reçu une pénalité tandis que le Brésilien a vu sa course ruinée : « J'ai déjà dit hier qu'il n'utilisait pas son cerveau, même en qualification il n'arrive pas à le faire, alors vous pensez bien qu'en course ce n'est pas mieux. Il aurait pu provoquer un accident grave, le problème est que j'étais dans son chemin et ça m'a coûté une crevaison et beaucoup de temps. Il est important que la FIA surveille ce qu'il fait et qu'elle le punisse à chaque fois qu'il fait des choses comme ça. J'ai manqué de chance avec l'intervention de la voiture de sécurité. J'avais en effet chaussé des pneus tendres quelques instants auparavant et après cinq tours passés derrière la voiture de sécurité, je n'avais plus les bons pneus pour aller jusqu'à l'arrivée et puis il y a cette chose qui m'est arrivée avec ce gars [Hamilton] qui m'a déjà causé beaucoup d'ennuis cette saison, beaucoup trop souvent… »

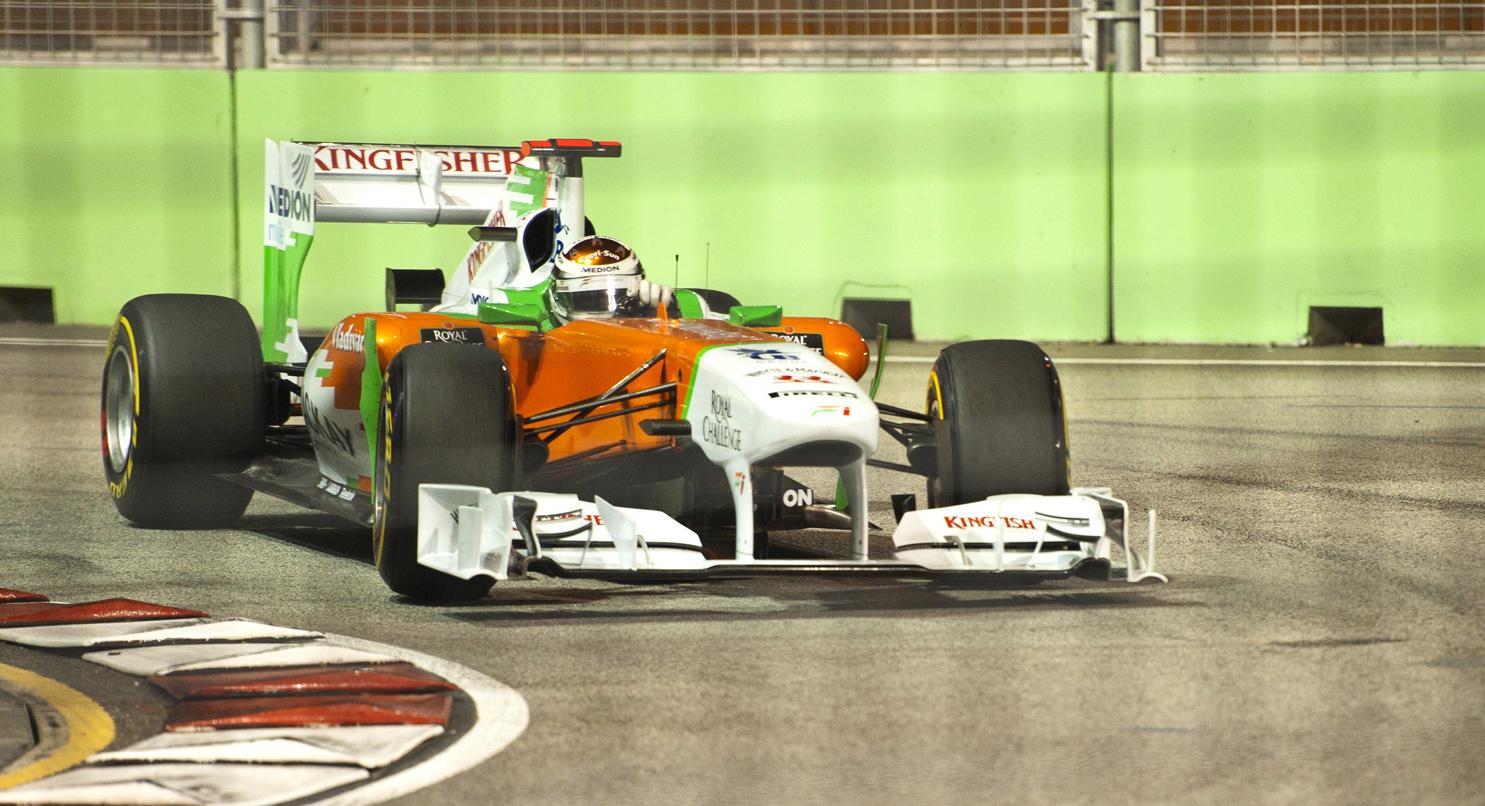
Adrian Sutil termine huitième du Grand Prix de Singapour.

En plaçant ses deux pilotes dans les points, l'équipe Force India consolide sa sixième place au championnat des constructeurs, ce qui était son objectif du week-end. Paul di Resta, qui se classe sixième, déclare : « Mon premier Grand Prix de Singapour a été très amusant et je suis très content de mon résultat. Je ne crois pas que la voiture de sécurité nous a aidés car je pouvais encore aller loin avec mes pneus tendres mais je dois avouer que la voiture de sécurité ne nous a pas gênés non plus. Après ça, j'ai essayé de calquer mon rythme sur celui de Nico Rosberg tout en ménageant mes pneus afin d'aller jusqu'à l'arrivée. J'avais une piste libre devant moi durant la dernière partie de la course et cela m'a beaucoup aidé à avoir un bon rythme. C'est probablement ma plus belle course de la saison, c'est le fruit de tout le travail effectué en coulisses. Nous avions de nouvelles pièces pour cette course et cela nous a permis d'améliorer nos performances en course et de prolonger la vie de nos pneus. Nous en avons récolté les fruits aujourd'hui. » Adrian Sutil, huitième, est tout aussi satisfait : « Cela fait longtemps que nous voulions terminer une course dans les points avec les deux voitures et nous pouvons donc être satisfaits. Les points que nous avons marqués aujourd'hui nous donnent un peu d'air au championnat face à Sauber. Cette course s'est déroulée sans histoire pour moi, même si j'ai perdu quelques places à cause de l'intervention de la voiture de sécurité. Rosberg est en effet passé devant moi et il est resté là jusqu'à la fin de la course. La fin de course a été difficile car j'ai dû faire une trentaine de tours avec le même train de pneus tendres. Sergio Pérez et Massa se sont rapprochés mais j'avais assez de réserve pour rester devant eux. »
Chez Mercedes Grand Prix, Nico Rosberg marque quelques points tandis que Michael Schumacher a écrasé sa monoplace dans le mur après un contact avec Sergio Pérez. Nico Rosberg, septième, confie : « Le maximum que nous pouvions faire aujourd'hui était une sixième place mais cela n'a pas tourné en notre faveur. J'étais en difficulté avec mes pneus arrière en fin de course. Ce circuit ne convenait tout simplement pas à notre voiture. J'avais plus de problèmes avec mes pneus que les pilotes avec qui je me battais. En plus de ça, nous avons dû changer notre stratégie après l'intervention de la voiture de sécurité et cela nous a empêchés de faire mieux. » Michael Schumacher est sorti indemne d'un accident qui semblait particulièrement violent : « Ma course s'est terminée de façon malheureuse et je suis évidemment déçu. Je dirais que ce qui est arrivé est la conséquence d'un malentendu entre moi et Pérez. Il a levé le pied et je ne m'attendais pas à ce qu'il le fasse aussi tôt. Ce fut un accident spectaculaire mais plus impressionnant de l'extérieur que de l'intérieur. Le choc n'a pas été trop violent et je suis sain et sauf. ». À l'issue de la course, les commissaires de la FIA ont réprimandé le pilote allemand, le considérant pleinement responsable de l'accrochage du vingt-huitième tour.
Sauber sauve un point à l'arrivée d'un Grand Prix de Singapour difficile pour ses pilotes et perd un peu de terrain sur Force India pour la sixième place du championnat constructeurs. Sergio Pérez a la chance de terminer la course à la dixième place, après avoir été accroché par Michael Schumacher à la mi-course où il a souffert d'une simple crevaison : « Je pense que la dixième place était le meilleur résultat que nous pouvions espérer aujourd'hui. J'étais sur une stratégie à deux arrêts, partant avec les pneus super tendres et passant ensuite sur les tendres. J'ai anticipé mon deuxième arrêt parce que j'ai crevé après l'accident avec Michael. J'ai ensuite fait un très long dernier relais avec le deuxième train de pneus tendres. Je pense que Michael a été trop optimiste. C'est dommage que nous ayons perdu une place face à Felipe Massa à la fin mais les pneus étaient morts et je ne pouvais plus résister. » Kamui Kobayashi termine quatorzième après avoir écopé d'un drive-through pour non-respect des drapeaux bleus : « Ce fut un week-end très difficile pour moi. Notre rythme était correct mais en course à cause du trafic et d'une erreur de stratégie quand la voiture de sécurité est rentrée en piste, ça n'a pas marché. J'ai été très surpris de recevoir un drive-through parce que je n'avais vu aucun drapeau bleu. »

### Écuries hors des points

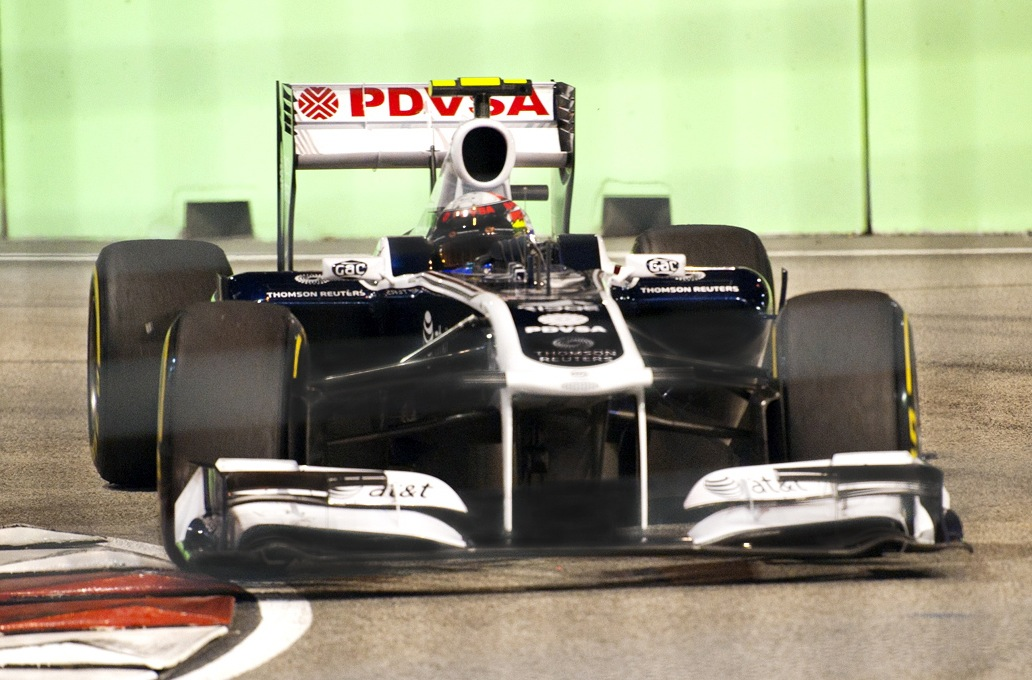
Pastor Maldonado termine onzième du Grand Prix de Singapour.

L'équipe Williams place ses deux voitures à l'arrivée mais passe une fois encore à côté de son objectif qui était de marquer des points. Pastor Maldonado, onzième, déclare : « Ma voiture a surviré pendant toute la course mais surtout durant le premier relais. Nous avons tout essayé pour surmonter ce problème mais nous avons dû nous arrêter plus tôt à cause de l'usure prématurée des pneus arrière. Toutefois, cela n'a pas modifié notre stratégie en profondeur et cela se passait plutôt bien en fin de course. J'avais un bon rythme, surtout au cours de la seconde moitié de la course lorsque j'arrivais à suivre Felipe Massa. L'équipe a fait du bon travail et pour ma part je suis ravi d'avoir participé à mon premier Grand Prix de Singapour. » Rubens Barrichello, treizième, se montre moins enthousiaste que son coéquipier : « Nous avions dit avant le départ que les pneus allaient passer un mauvais moment aujourd'hui. Lorsque la voiture de sécurité est intervenue, nous n'avions pas d'autre solution que de rester en piste si nous voulions marquer des points. Cela n'a pas été facile de rouler aussi longtemps avec les mêmes pneus et lorsque Massa est arrivé derrière moi, je n'ai rien pu faire. Nous sommes à l'arrivée, mais cela n'a pas payé pour nous aujourd'hui. »

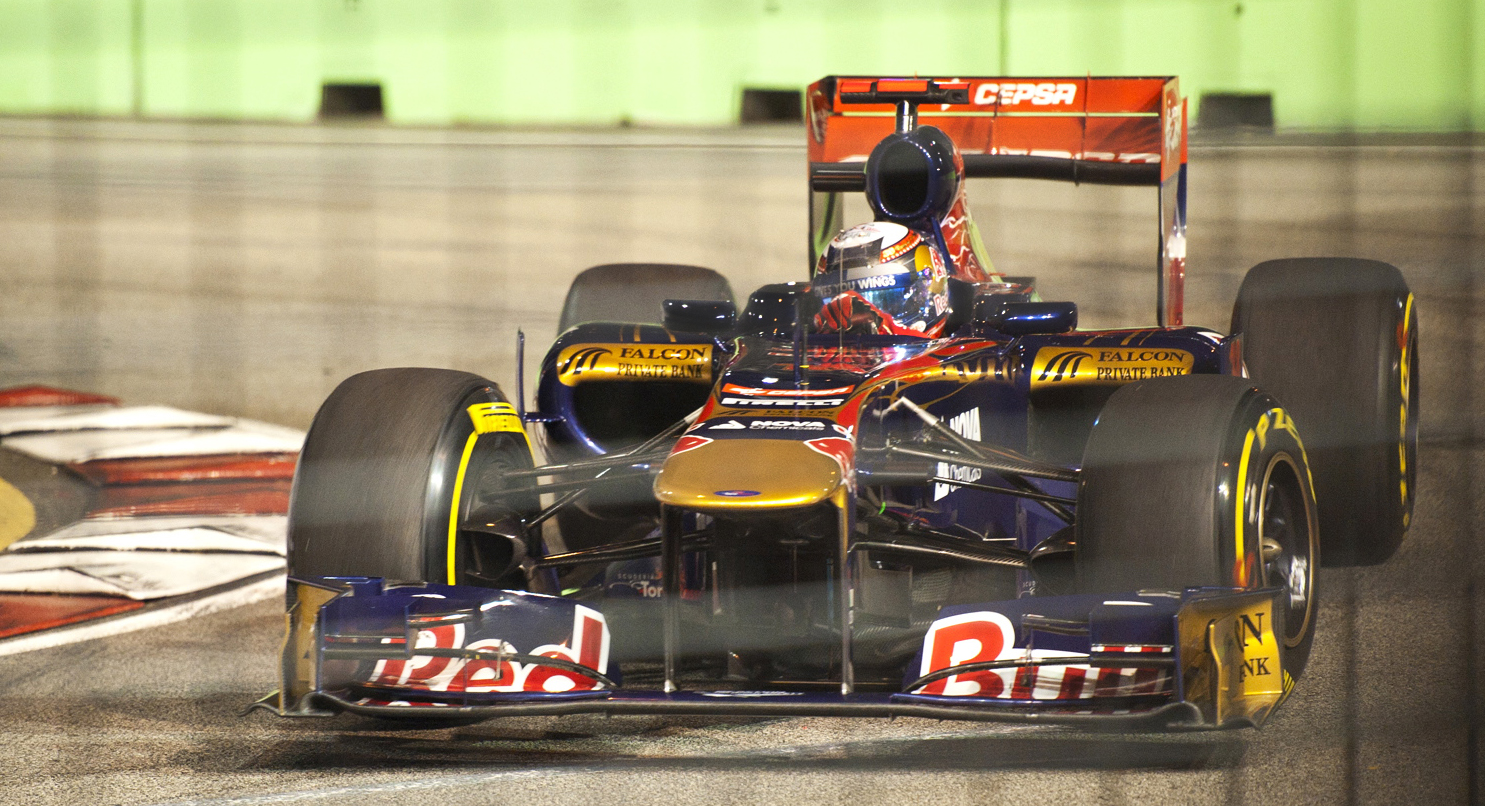
Sébastien Buemi à Singapour.

L'écurie Toro Rosso repart bredouille de Singapour mais s'attendait à un tel résultat. Sébastien Buemi avoue : « Je crois que cette douzième place est ce que nous pouvions espérer de mieux aujourd'hui. Si nous devions résumer ce week-end, je dirais que nous n'avions pas assez d'appuis aérodynamiques et cela s'est vérifié par le fait que nous avions une très bonne vitesse de pointe alors que nous étions moins compétitifs dans les virages. La dégradation des pneumatiques était élevée et nous avons choisi de faire trois arrêts. » Jaime Alguersuari, qui a abandonné, ne s'attendait pas non plus à être performant : « Je n'attendais pas grand-chose de la course de cet après-midi. J'avais beaucoup de survirage après quelques tours seulement et à quelques tours de l'arrivée, j'ai touché le mur et ma course s'est arrêtée là. J'avais une stratégie différente de celle de mon équipier car je ne devais faire que deux arrêts mais je ne crois pas que nous espérions marquer des points aujourd'hui. Quant à ma pénalité, je ne sais pas vraiment pourquoi j'y ai eu droit, car j'ai eu un contact très léger avec Trulli. »
Les dirigeants de Lotus Renault GP sont très déçus à l'arrivée du Grand Prix où Bruno Senna termine quinzième et Vitaly Petrov dix-septième, derrière la Lotus d'Heikki Kovalainen. Éric Boullier, le directeur d'écurie, déclare : « En arrivant à Singapour, nous savions qu'un dur week-end nous attendait. La R31 n'a jamais été adaptée aux circuits en ville et il y avait très peu de raisons d'espérer que cela change ici. Néanmoins, nous n'avions jamais imaginé que notre performance serait aussi indigente. Voir nos voitures aussi bas dans le classement était une expérience douloureuse. […] Il est difficile de retirer quelque chose de positif de cette course excepté le travail acharné fourni par les organisateurs du Grand Prix. » James Allison, le directeur technique, confirme ces propos : « La course d'aujourd'hui se résume à soixante-et-un tours de misère pour couronner un week-end de déception. Nous n'avons pas pris le départ avec de grands espoirs. Un rythme faible et une forte dégradation des pneus lors des simulations de longue distance vendredi n'apportaient pas les armes utiles pour la course et nos voitures ont souffert. » Enfin, Ricardo Penteado, le chef motoriste, surenchérit : « Le week-end ne s'est pas passé comme nous l'espérions. Il était difficile de trouver les bonnes cartographies pour ce circuit mais à la fin nous étions satisfaits de la souplesse. Néanmoins, il était vraiment difficile d'espérer quoi que ce soit depuis ces positions sur la grille. »,. Après cette course désastreuse, l'écurie écope d'une amende de 7500 euros pour avoir donné des informations erronées à Bruno Senna durant la course. Les commissaires de la FIA révèlent que « l'équipe n'a pas informé correctement le pilote de sa position, ce qui a mené à un accrochage évitable avec la voiture pilotée par Sergio Pérez. » Cette erreur a été commise lors de la relance après l'intervention de la voiture de sécurité quand l'équipe a indiqué à Senna qu'il était en bagarre avec Pérez devant lui alors que celui-ci avait un tour d'avance sur le Brésilien : croyant être en lutte avec le pilote Sauber, Senna l'a attaqué et les deux monoplaces se sont accrochées.
Tony Fernandes considère le Grand Prix de Singapour comme la meilleure course de la jeune carrière de l'équipe Lotus après qu'Heikki Kovalainen a terminé devant Petrov et que Jarno Trulli a tenu la dragée haute à certaines voitures des équipes de haut de tableau en début d'épreuve : « Pour moi, c'est probablement la meilleure course que nous ayons faite en Formule Un. Heikki a fait une course incroyable, a tenu le rythme de nombreuses voitures autour de lui et s'est détaché des voitures derrière. Il a tiré le maximum du nouveau package que nous avons amené pour très bien finir. Jarno a une nouvelle fois été malchanceux et nous ne lui avions peut-être pas choisi la meilleure stratégie. » Kovalainen déclare : « Je suis vraiment satisfait de cette performance et nous devrions tous nous en féliciter parce que ce fut une grande course pour l'ensemble de l'équipe. La stratégie a bien marché pour nous et les gars ont fait ce qu'il fallait pour me relâcher rapidement à chaque fois, me permettant de rester devant Petrov après chaque arrêt. La voiture était bien équilibrée et les pneus ont bien marché, j'ai pu me détacher de Petrov et finir à une solide seizième place. »
Une seule Virgin MVR-02 est à l'arrivée, le pilote belge Jérôme d'Ambrosio terminant dix-huitième devant les deux HRT : « Je suis assez content de ma course, j'ai pris un bon départ, j'ai poussé au maximum pendant deux tours et ensuite j'ai essayé d'économiser mes pneus car nous avions une stratégie à deux arrêts. Mon dernier relais a été long et difficile à gérer. Je pouvais pousser mais seulement en surveillant mes pneus car je devais aller jusqu'au bout. C'est certainement la course la plus dure à laquelle j'ai participé mais j'ai réussi à aller jusqu'au bout sans le moindre problème et c'est donc une bonne chose. » La course de Timo Glock s'est terminée par un abandon : « Ce week-end se termine de façon décevante pour moi. J'ai pris un bon départ mais j'ai perdu ma position au profit de Jérôme car j'étais sur la mauvaise trajectoire. Ensuite, Daniel Ricciardo m'a malheureusement touché à l'arrière droit dans le deuxième secteur. À partir de ce moment-là, ma direction était faussée, elle tirait à droite et j'étais en grande difficulté dans les virages à gauche. J'avais aussi une très forte dégradation des pneus arrière et j'ai soudainement perdu le contrôle de l'arrière lors d'un freinage et j'ai touché le mur et cassé mes suspensions arrière. »
Si les deux monoplaces de l'équipe HRT sont à l'arrivée, elles terminent à quatre tours du vainqueur. Daniel Ricciardo, dix-neuvième, explique : « Ma course n'a malheureusement pas été très excitante car j'ai cassé mon aileron avant dès le premier tour. Mon deuxième relais a toutefois été bien meilleur, j'avais un bon rythme mais en fin de course j'ai eu beaucoup de drapeaux bleus. J'ai essayé d’aller le plus loin possible avec mes pneus mais cela n'a pas été facile. C'est quand même positif d'être à l'arrivée de la course la plus dure de la saison. » Vitantonio Liuzzi termine juste derrière son équipier : « Cette course a été très dure, pas seulement parce que notre voiture était difficile à piloter mais aussi parce que nous avons manqué de chance. La première moitié de la course a été bonne pour moi mais ensuite l'arrière de la voiture commençait à glisser et nous avons dû monter notre dernier train de pneus déjà utilisé en qualification. J'ai ressenti que la voiture avait moins de grip, ce qui m'a fait bloquer mes roues dans le virage n°14 et m'a envoyé dans le mur. La voiture n'était plus la même après le choc, j'ai donc seulement essayé d'aller jusqu'à l’arrivée. »

## Classements généraux à l'issue de la course
| Pos. | Pilote             | Écurie               | Points |
| ---- | ------------------ | -------------------- | ------ |
| 1    | Sebastian Vettel   | Red Bull-Renault     | 309    |
| 2    | Jenson Button      | McLaren-Mercedes     | 185    |
| 3    | Fernando Alonso    | Ferrari              | 184    |
| 4    | Mark Webber        | Red Bull-Renault     | 182    |
| 5    | Lewis Hamilton     | McLaren-Mercedes     | 168    |
| 6    | Felipe Massa       | Ferrari              | 84     |
| 7    | Nico Rosberg       | Mercedes             | 62     |
| 8    | Michael Schumacher | Mercedes             | 52     |
| 9    | Vitaly Petrov      | Renault              | 34     |
| 10   | Nick Heidfeld      | Renault              | 34     |
| 11   | Adrian Sutil       | Force India-Mercedes | 28     |
| 12   | Kamui Kobayashi    | Sauber-Ferrari       | 27     |
| 13   | Paul di Resta      | Force India-Mercedes | 20     |
| 14   | Jaime Alguersuari  | Toro Rosso-Ferrari   | 16     |
| 15   | Sébastien Buemi    | Toro Rosso-Ferrari   | 13     |
| 16   | Sergio Pérez       | Sauber-Ferrari       | 9      |
| 17   | Rubens Barrichello | Williams-Cosworth    | 4      |
| 18   | Bruno Senna        | Renault              | 2      |
| 19   | Pastor Maldonado   | Williams-Cosworth    | 1      |

| Pos. | Écurie                      | Points |
| ---- | --------------------------- | ------ |
| 1    | Red Bull Racing-Renault     | 491    |
| 2    | McLaren-Mercedes            | 353    |
| 3    | Scuderia Ferrari            | 268    |
| 4    | Mercedes Grand Prix         | 114    |
| 5    | Renault F1 Team             | 70     |
| 6    | Force India-Mercedes        | 48     |
| 7    | Sauber-Ferrari              | 36     |
| 8    | Scuderia Toro Rosso-Ferrari | 29     |
| 9    | Williams-Cosworth           | 5      |

## Statistiques
Le Grand Prix de Singapour 2011 représente :
- la 26e pole position de sa carrière pour Sebastian Vettel[76] ;
- la 19e victoire de sa carrière pour Sebastian Vettel[77] ;
- la 24e victoire pour Red Bull Racing en tant que constructeur[78] ;
- la 139e victoire pour Renault en tant que motoriste[79].